# Gran Premio di superbike del Salzburgring 1995
Il Gran Premio di Superbike del Salzburgring 1995 è stata la sesta prova su dodici del Campionato mondiale Superbike 1995, è stato disputato il 9 luglio sul Salzburgring e ha visto la vittoria di Carl Fogarty in gara 1, mentre la gara 2 è stata vinta da Troy Corser.
La prova del campionato mondiale Superbike disputata in Austria viene, solo per questa edizione, ospitata sul circuito nelle vicinanza di Salisburgo visto i lavori di ammodernamento in corso sul circuito abituale dell'Österreichring.

## Risultati

### Gara 1

#### Arrivati al traguardo[3]
| Pos. | Nº | Pilota               | Motocicletta | Tempo     | Griglia | Punti |
| ---- | -- | -------------------- | ------------ | --------- | ------- | ----- |
| 1º   | 1  | Carl Fogarty         | Ducati       | 29:43.368 | 3º      | 25    |
| 2º   | 17 | Anthony Gobert       | Kawasaki     | +0:05.624 | 6º      | 20    |
| 3º   | 11 | Troy Corser          | Ducati       | +0:05.885 | 2º      | 16    |
| 4º   | 3  | Aaron Slight         | Honda        | +0:06.271 | 8º      | 13    |
| 5º   | 25 | Yasutomo Nagai       | Yamaha       | +0:06.395 | 1º      | 11    |
| 6º   | 4  | Andreas Meklau       | Ducati       | +0:06.609 | 9º      | 10    |
| 7º   | 20 | Jochen Schmid        | Kawasaki     | +0:06.781 | 4º      | 9     |
| 8º   | 9  | Fabrizio Pirovano    | Ducati       | +0:06.976 | 7º      | 8     |
| 9º   | 45 | Colin Edwards        | Yamaha       | +0:08.937 | 12º     | 7     |
| 10º  | 8  | Piergiorgio Bontempi | Kawasaki     | +0:11.498 | 10º     | 6     |
| 11º  | 27 | Pierfrancesco Chili  | Ducati       | +0:19.936 | 15º     | 5     |
| 12º  | 13 | Paolo Casoli         | Yamaha       | +0:21.821 | 13º     | 4     |
| 13º  | 12 | Mauro Lucchiari      | Ducati       | +0:23.260 | 11º     | 3     |
| 14º  | 5  | Simon Crafar         | Honda        | +0:26.519 | 14º     | 2     |
| 15º  | 28 | Gianmaria Liverani   | Ducati       | +0:40.926 | 22º     | 1     |
| 16º  | 47 | Helmut Bradl         | Kawasaki     | +0:43.096 | 16º     |       |
| 17º  | 39 | Michael Liedl        | Kawasaki     | +0:43.160 | 23º     |       |
| 18º  | 66 | Jean-Yves Mounier    | Ducati       | +0:43.623 | 21º     |       |
| 19º  | 53 | Michael Rudroff      | Ducati       | +0:46.491 | 19º     |       |
| 20º  | 21 | Massimo Meregalli    | Yamaha       | +0:49.923 | 18º     |       |
| 21º  | 34 | Marcel Kellenberger  | Kawasaki     | +1:04.157 | 25º     |       |
| 22º  | 40 | Herbert Enzinger     | Ducati       | +1:04.238 | 26º     |       |
| 23º  | 81 | Stefano Pennese      | Bimota       | +1:15.262 | 31º     |       |
| 24º  | 35 | Robert Mitter        | Ducati       | +1:15.476 | 27º     |       |
| 25º  | 42 | Anton Gruschka       | Yamaha       | +1:23.295 | 30º     |       |
| 26º  | 49 | Anders Rasmussen     | Yamaha       | +1 giro   | 34º     |       |
| 27º  | 36 | Anton Berghammer     | Yamaha       | +1 giro   | 36º     |       |

#### Ritirati
| Nº | Pilota           | Motocicletta | Giri     | Griglia |
| -- | ---------------- | ------------ | -------- | ------- |
| 23 | Doug Polen       | Ducati       | +6 giri  | 17º     |
| 33 | John Reynolds    | Kawasaki     | +9 giri  | 5º      |
| 48 | Eric Maillard    | Honda        | +11 giri | 29º     |
| 43 | David Jefferies  | Kawasaki     | +13 giri | 24º     |
| 19 | Adrien Morillas  | Ducati       | +14 giri | 20º     |
| 50 | Aldeo Presciutti | Ducati       | +17 giri | 35º     |
| 41 | Andrea Perselli  | Ducati       | +19 giri | 32º     |
| 10 | Terry Rymer      | Ducati       | +21 giri | 28º     |

### Gara 2

#### Arrivati al traguardo[4]
| Pos. | Nº | Pilota               | Motocicletta | Tempo     | Griglia | Punti |
| ---- | -- | -------------------- | ------------ | --------- | ------- | ----- |
| 1º   | 11 | Troy Corser          | Ducati       | 29:45.939 | 2º      | 25    |
| 2º   | 1  | Carl Fogarty         | Ducati       | +0:00.237 | 3º      | 20    |
| 3º   | 17 | Anthony Gobert       | Kawasaki     | +0:04.505 | 6º      | 16    |
| 4º   | 3  | Aaron Slight         | Honda        | +0:04.875 | 8º      | 13    |
| 5º   | 9  | Fabrizio Pirovano    | Ducati       | +0:05.115 | 7º      | 11    |
| 6º   | 25 | Yasutomo Nagai       | Yamaha       | +0:05.193 | 1º      | 10    |
| 7º   | 12 | Mauro Lucchiari      | Ducati       | +0:12.648 | 11º     | 9     |
| 8º   | 8  | Piergiorgio Bontempi | Kawasaki     | +0:13.578 | 10º     | 8     |
| 9º   | 5  | Simon Crafar         | Honda        | +0:26.871 | 14º     | 7     |
| 10º  | 13 | Paolo Casoli         | Yamaha       | +0:35.377 | 13º     | 6     |
| 11º  | 47 | Helmut Bradl         | Kawasaki     | +0:38.882 | 16º     | 5     |
| 12º  | 39 | Michael Liedl        | Kawasaki     | +0:39.591 | 23º     | 4     |
| 13º  | 53 | Michael Rudroff      | Ducati       | +0:39.972 | 19º     | 3     |
| 14º  | 19 | Adrien Morillas      | Ducati       | +0:48.552 | 20º     | 2     |
| 15º  | 21 | Massimo Meregalli    | Yamaha       | +0:48.946 | 18º     | 1     |
| 16º  | 48 | Eric Maillard        | Honda        | +1:10.673 | 29º     |       |
| 17º  | 10 | Terry Rymer          | Ducati       | +1:11.027 | 28º     |       |
| 18º  | 43 | David Jefferies      | Kawasaki     | +1:11.822 | 24º     |       |
| 19º  | 34 | Marcel Kellenberger  | Kawasaki     | +1:16.835 | 25º     |       |
| 20º  | 42 | Anton Gruschka       | Yamaha       | +1:17.477 | 30º     |       |
| 21º  | 35 | Robert Mitter        | Ducati       | +1 giro   | 27º     |       |
| 22º  | 41 | Andrea Perselli      | Ducati       | +1 giro   | 32º     |       |
| 23º  | 49 | Anders Rasmussen     | Yamaha       | +1 giro   | 34º     |       |
| 24º  | 36 | Anton Berghammer     | Yamaha       | +1 giro   | 36º     |       |

#### Ritirati
| Nº | Pilota              | Motocicletta | Giri     | Griglia |
| -- | ------------------- | ------------ | -------- | ------- |
| 28 | Gianmaria Liverani  | Ducati       | +3 giri  | 22º     |
| 81 | Stefano Pennese     | Bimota       | +13 giri | 31º     |
| 45 | Colin Edwards       | Yamaha       | +16 giri | 12º     |
| 33 | John Reynolds       | Kawasaki     | +16 giri | 5º      |
| 50 | Aldeo Presciutti    | Ducati       | +16 giri | 35º     |
| 40 | Herbert Enzinger    | Ducati       | +17 giri | 26º     |
| 20 | Jochen Schmid       | Kawasaki     | +19 giri | 4º      |
| 66 | Jean-Yves Mounier   | Ducati       | +20 giri | 21º     |
| 4  | Andreas Meklau      | Ducati       | +22 giri | 9º      |
| 27 | Pierfrancesco Chili | Ducati       | +22 giri | 15º     |
| 23 | Doug Polen          | Ducati       | +22 giri | 17º     |